# Hôtel Saint-Paul
Das Hôtel Saint-Paul oder Hôtel Saint-Pol in Paris wurde von 1361 bis 1364 von Herzog Karl von Normandie, ab 1364 als Karl V. König von Frankreich, als seine bevorzugte Residenz gebaut.

## Lage

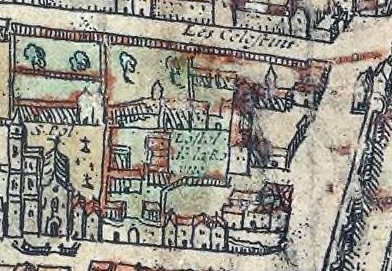
Plan von Paris um 1530 mit dem Gelände des Palais, veröffentlicht von Braun und Hogenberg (Ausschnitt, Süden rechts)

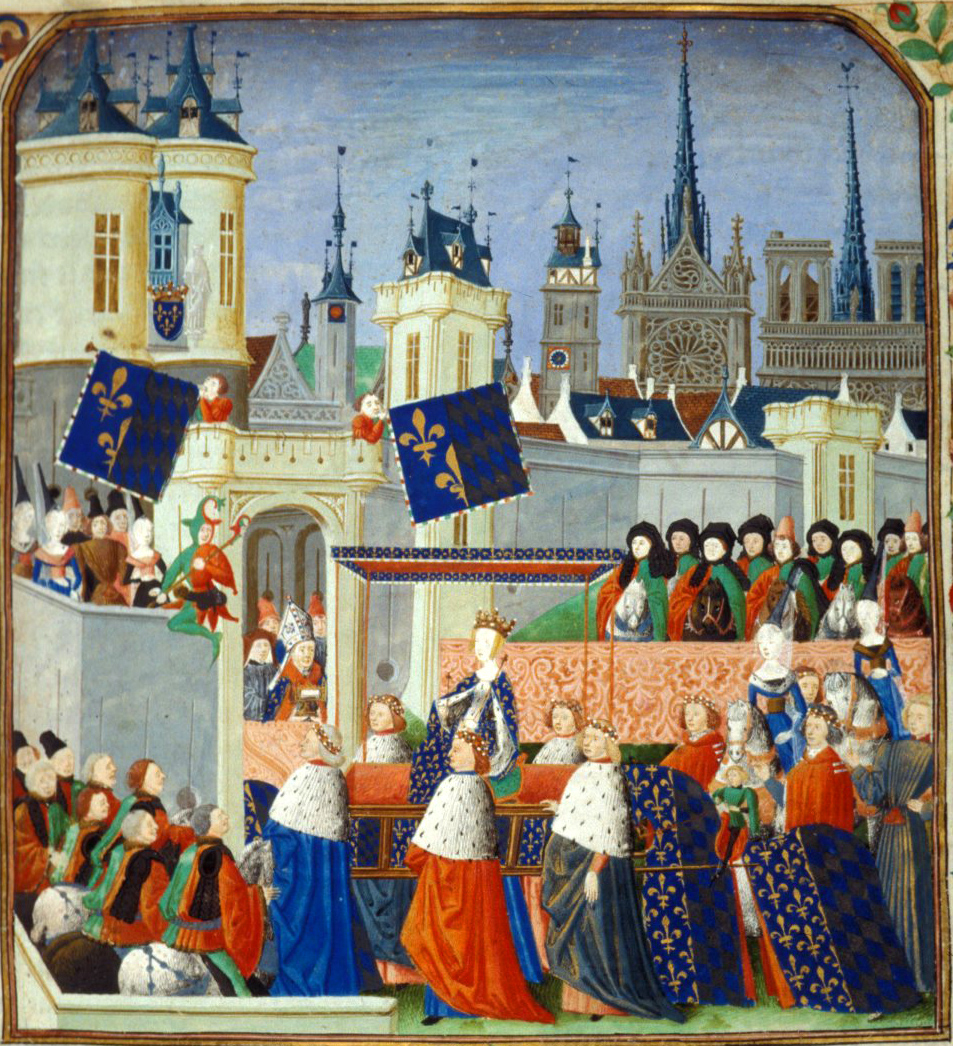
Einzug der Isabella von Bayern, links ist das Doppelturm-Portal des Hôtel Saint-Paul zur Seine hin mit seinem Statuenschmuck zu sehen (Chroniques des Froissart, Exemplar London, British Library, ms. 4379, illuminiert um 1470/72)

Das Hôtel Saint-Paul befand sich im heutigen 4. Arrondissement in Paris fast am damaligen Rand der Stadt, in unmittelbarer Nähe der Porte Saint-Antoine, vor allem aber der Bastide Saint-Antoine, der Bastille, die einige Jahre nach dem Hôtel, von 1370 bis 1383, errichtet wurde. Der Name rührt von der Kirche Saint-Paul, die sich auch hier, in der Rue Saint-Paul, befand. Hier erstreckte sich der Palast des Erzbischofs von Sens. Es war ein offen bebauter Bezirk, der noch einen ländlichen Charakter hatte.
Das Hôtel Saint-Paul berührte die Rue Saint-Antoine, wand sich um die Kirche Saint-Paul herum, und erstreckte sich vor allem entlang der parallel verlaufenden Rue Saint-Paul und der Rue du Pute-y-Musse (heute Rue du Petit Musc), bis fast hinunter an die Rue des Célestins, die bereits die neue Stadtmauer berührte.
In der Nachbarschaft des Hôtels standen der Konvent der Cölestiner (im Südosten), der Konvent der Beginen (im Westen), dahinter ab 1475 das Hôtel de Sens, sowie im Norden, auf der gegenüberliegenden Seite der Rue Saint-Antoine, das Hôtel des Tournelles.
Karl V. zog das Hôtel Saint-Paul gegenüber dem Palais de la Cité vor, nicht nur weil es ruhiger lag, nicht dem Gestank der Stadt ausgesetzt und daher der Gesundheit nicht so abträglich war wie das Palais, sondern auch, weil er nach dem Überfall Étienne Marcels 1358 auf das Palais eine sicherere Residenz suchte.

## Ankäufe und Anlage
Das Palais Saint-Paul bestand nicht aus einem Stück, sondern hauptsächlich aus vier herrschaftlichen Anwesen, die zwischen 1360 und 1366 angekauft wurden: 
1361 wurde das Hotel des Grafen von Etampes erworben. Dessen Eingang befand sich südlich (rechts) von der Kirche Saint-Paul, Nr. 20–26 Rue Saint-Paul, das Anwesen wurde bis zur Rue Petit-Musc verlängert.
1362 wurde das Hôtel der Äbte von Saint-Maur an der Ecke Rue Saint-Antoine und Rue Petit-Musc erworben.
1364 wurde das Gut des bürgerlichen Händlers Simon Verjal bei Nr. 7–9 der Rue du Petit-Musc hinzugefügt.
1366 das Hotel Erzbischofs von Sens an der Ecke Quai des Célestins und Rue du Petit-Musc.
Seit 1364 war das Hôtel Saint-Pol durch einen offiziellen Akt als königliche Residenz in Benutzung genommen.
Von Karl VI. wurde das Hôtel Saint-Paul durch den Erwerb des Hauses von Jehan de Roussy an der Hausnummer 8 Rue de la Saint-Paul weiter ausgebaut.

## Die Gebäude und der Park
Das Hôtel Saint-Paul wurde auf den Ruinen eines Bauwerks errichtet, das von Ludwig IX. dem Heiligen (König 1226–1270) stammte. Karl V. kaufte Grundstücke hinzu und ließ nicht ein einzelnes Haus bauen, sondern eine Ansammlung von mehreren Gebäuden, von denen jedes über Säle verfügte, die zum Teil den Festen des Königs gewidmet waren, und über Zimmer, die dem König, seiner Familie und seinen Gästen vorbehalten waren. Die Räume waren mit kostbaren Hölzern luxuriös geschmückt, Malereien und Goldschmiedearbeiten, Wandteppichen, die mit Perlen bestickt waren. Zwei Kapellen wurden eingebaut, eine für den König, eine für Jeanne de Bourbon, die Königin. Darüber hinaus enthielt das Hôtel Saint-Paul Karls bemerkenswerte Büchersammlung, die Jahrhunderte später zum Kernbestand der Bibliothèque nationale de France werden sollte.
Zum Hôtel gehörte ein immenser Park, acht Gärten wurden angelegt, die jeweils durch Galerien voneinander getrennt waren, die wiederum jede je zwei der Häuser miteinander verbanden. Hier gab es eine Menagerie, ein Aquarium, Volieren, wodurch diesem Ort ein friedliches und pastorales Ambiente gegeben wurde.

## Weitere Geschichte
Nach Karls Tod wurde das Hôtel Saint-Paul von Karl VI. dem Wahnsinnigen (König 1380–1422) weiter bewohnt. Hier fand dann auch am 28. Januar 1393 die Tragödie des Bal des Ardents statt, der seinen Geisteszustand völlig zerrüttete.
Nach der Vertreibung des Dauphins Karl, des späteren Königs Karl VII. (regierte 1422–1461), aus Paris durch die Bourguignons (1418) verwaiste das Hôtel Saint-Paul. Ludwig XI. (König 1481–1483) zog es vor, in Plessis-lès-Tours zu wohnen, bzw. im Schloss Vincennes, falls er nach Paris musste. Karl VIII. (König 1483–1498), Ludwig XII. (König 1498–1515) und Franz I. (König ab 1515) residierten zumeist an der Loire. Das Hôtel Saint-Paul verfiel, 1519 wurde ein Teil verkauft, wenige Jahre später war es völlig zerstört.
Heute ist vom Hôtel Saint-Paul keine Spur mehr vorhanden. Lediglich einige Straßennamen erinnern noch an die frühere königliche Residenz:
- die Rue Saint Paul
- die Passage Saint-Paul
- die Rue de l’Hôtel Saint-Paul
- die Rue des Jardins Saint-Paul
- die Rue des Lions Saint-Paul, die durch den Teil der ehemaligen Gärten des Hôtel Saint-Paul verläuft, in dem der König seine Löwen untergebracht hatte